# Џејмс Артур
Џејмс Ендру Артур (енгл. James Andrew Arthur; 2. март 1988) енглески је певач и текстописац, победник девете сезоне такмичења X Factor 2012. године. У финалу је наступао са песмом Impossible од Шонтел. Након тога, његова верзија песме је постала популарна широм Уједињеног Краљевства са преко 1,4 милиона продатих примерака и са 2,3 милиона широм света, чиме је постао најпродаванији победнички сингл такмичења. До сада је издао четири студијска албума.

## Дискографија
- James Arthur (2013)
- Back from the Edge (2016)
- You (2019)
- It'll All Make Sense in the End (2021)